# کریستوفر هیمر
کریستوفر هیمر (انگلیسی: Christophe Himmer؛ زادهٔ ۲۲ ژانویهٔ ۱۹۷۶) بازیکن فوتبال اهل فرانسه است.
از باشگاه‌هایی که در آن بازی کرده‌است می‌توان به باشگاه فوتبال نیم المپیک و باشگاه فوتبال رن اشاره کرد.